# Stefan Zünd
Stefan Zünd (Zurigo, 3 luglio 1969) è un ex saltatore con gli sci svizzero, vincitore della prima Coppa del Mondo di volo con gli sci.

## Biografia
In Coppa del Mondo esordì il 7 febbraio 1990 a Sankt Moritz (10°), ottenne il primo podio il 18 febbraio successivo in Val di Fiemme (3°) e la prima vittoria il 23 febbraio 1991 a Tauplitz. Si aggiudicò la "coppetta" di cristallo di volo nel 1991.
In carriera prese parte a un'edizione dei Giochi olimpici invernali, Albertville 1992 (20° nel trampolino normale, 22° nel trampolino lungo, 8° nella gara a squadre), a due dei Campionati mondiali (5° nel trampolino lungo a Val di Fiemme 1991 il miglior piazzamento) e a tre dei Mondiali di volo (6° Planica 1994 il miglior piazzamento).

## Palmarès

### Coppa del Mondo
- Miglior piazzamento in classifica generale: 2º nel 1991
- Vincitore della Coppa del Mondo di volo nel 1991
- 13 podi (12 individuali, 1 a squadre):
  - 4 vittorie (individuali)
  - 4 secondi posti (individuali)
  - 5 terzi posti (4 individuali, 1 a squadre)

#### Coppa del Mondo - vittorie
| Data             | Località      | Nazione        | Trampolino                 |
| ---------------- | ------------- | -------------- | -------------------------- |
| 23 febbraio 1991 | Tauplitz      | Austria        | Kulm K185                  |
| 6 marzo 1991     | Bollnäs       | Svezia         | Bolleberget K90            |
| 30 marzo 1991    | Štrbské Pleso | Cecoslovacchia | MS 1970 K120               |
| 13 dicembre 1992 | Ruhpolding    | Germania       | Große Zirmbergschanze K107 |

#### Torneo dei quattro trampolini
- 2 podi di tappa[1]:
  - 2 terzi posti